# Múscul transvers de la llengua
El múscul transvers de la llengua (musculus transversus linguae) és un dels músculs intrínsecs de la llengua. Són un parell de músculs constituïts per una sèrie de fascicles transversals. Les seves fibres sorgeixen del septe lingual, i es dirigeixen lateralment per inserir-se a les vores de la llengua, en el teixit fibrós submucós dels costats de la llengua.
És innervat pel nervi hipoglòs. La seva funció és la de disminuir el diàmetre transversal de la llengua.